# Tampiquillo
Tampiquillo är en ort i Mexiko.   Den ligger i kommunen Tuxpan och delstaten Veracruz, i den sydöstra delen av landet, 240 km nordost om huvudstaden Mexico City. Tampiquillo ligger 10 meter över havet och antalet invånare är 407.
Terrängen runt Tampiquillo är platt. Runt Tampiquillo är det ganska tätbefolkat, med 160 invånare per kvadratkilometer. Närmaste större samhälle är Tuxpan de Rodríguez Cano, 14,7 km öster om Tampiquillo. Trakten runt Tampiquillo består till största delen av jordbruksmark.